# Dosinia exoleta
Dosinia exoleta је врста слановодних морских шкољки из рода Dosinia и породице Veneridae тзв. Венерине шкољке.

## Опис
Љуштура одрасле Dosinia exoleta може бити велики око 60 мм., која је беле, жућкасте или светло браон, боје са тамним мрљама. Кружног су облика, са концентричним финим ребрима по површини.. Имају веома добар укус.

## Распрострањење
Медитеран и Северни Атлантик су природно станиште врсте. Оне живе на мањим обалама у замућеним водама до дубине од 100 м.

## Станиште
Станиште врсте је море, подручја са сланом водом.

## Варијетети
- Dosinia exoleta var. castanea Bucquoy, Dautzenberg & Dollfus, 1893 прихваћен као Dosinia exoleta (Linnaeus, 1758)
- Dosinia exoleta var. interrupta Bucquoy, Dautzenberg & Dollfus, 1893 прихваћен као Dosinia exoleta (Linnaeus, 1758)
- Dosinia exoleta var. major Bucquoy, Dautzenberg & Dollfus, 1893 прихваћен као Dosinia exoleta (Linnaeus, 1758)
- Dosinia exoleta var. parcipicta Bucquoy, Dautzenberg & Dollfus, 1893 прихваћен као Dosinia exoleta (Linnaeus, 1758)
- Dosinia exoleta var. ponderosa Bucquoy, Dautzenberg & Dollfus, 1893 прихваћен као Dosinia exoleta (Linnaeus, 1758)
- Dosinia exoleta var. radians Bucquoy, Dautzenberg & Dollfus, 1893 прихваћен као Dosinia exoleta (Linnaeus, 1758)
- Dosinia exoleta var. zonata Bucquoy, Dautzenberg & Dollfus, 1893 прихваћен као Dosinia exoleta (Linnaeus, 1758)